# 구시키노시
구시키노시(일본어: 串木野市, くしきのし)는 가고시마현 중서부에 있던 시이다.
2005년 10월 1일, 인접했던 이치키정과 합병해 소멸하였다.

## 지리
가고시마현 중서부에 위치하며 서쪽은 동중국해에 접해 있다.

## 역사
- 1889년 4월 1일 - 정촌제 시행에 의해 이전의 시역에 해당하는 구시키노촌이 성립하였다.
- 1935년 4월 1일 - 정으로 승격해 구시키노정이 되었다.
- 1950년 10월 1일 - 시로 승격해 구시키노시가 되었다.
- 2005년 10월 11일 - 이치키정과 합병해 이치키쿠시키노시가 성립하였다. 동일 구시키노시가 폐지되었다.

## 행정
- 다바타 세이이치 (田畑誠一) (2003년 2월부터 2005년 10월까지)

### 역대시장
특기하지 않은 경우 『일본의 역대 시장 : 시로 승격 100년의 발자취』등에 따름.。
| 代 |  | 이름                       | ! 취임          | ! 퇴임           | ! 비고             |
| -- |  | -------------------------- | --------------- | ---------------- | ------------------ |
| 1  |  | 하시구치 유키히코 橋口行彦 | 1950년 10월 1일 | 1955년 4월 30일  | 이전 구시키노 정장 |
| 2  |  | 히라세 사네타케 平瀬實武   | 1955년 5월 1일  | 1958년 12월 27일 |                    |
| 3  |  | 미쓰루 마사미쓰 満留正光   | 1959년 2월 5일  | 1971년 2월 4일   |                    |
| 4  |  | 쓰카다 신이치 塚田新市     | 1971년 2월 5일  | 1995년 2월 4일   |                    |
| 5  |  | 도미나가 시게호 冨永茂穂   | 1995년2월 5일   | 2003년 2월 4일   |                    |
| 6  |  | 다바타 세이이치 田畑誠一   | 2003년 2월 5일  | 2005년 10월 10일 | 폐지               |

## 자매 도시
- 미국 캘리포니아주 샐리나스

## 교통

### 철도
- 규슈 여객철도 가고시마 본선

### 도로
- 미나미큐슈 자동차도
- 국도 3호선
- 국도 270호선

## 참고 문헌
- 角川日本地名大辞典編纂委員会,『角川日本地名大辞典 鹿児島県』1983, 角川書店

1. ↑  歴代知事編纂会 1983, 764-766頁.